# تابع وایرشتراس

شکل تابع وایرشتراس در بازهٔ [−2, 2]. همچون برخالها، این تابع نیز خاصیت خودمتشابه‌بودن دارد. در شکل نقطهٔ قرمز با کل تابع متشابه است.

در ریاضیات، تابع وایرشتراس تابعی بر خط حقیقی است که تماماً پیوسته بوده اما در هیچ نقطه‌ای مشتق‌پذیر نیست.
معرفی تابع وایرشتراس در سال ۱۸۷۲ میلادی دنیای ریاضیات را متحیر کرد. اهمیت این تابع از جنبهٔ تاریخی از آن‌رو است که مثال نقضی بود بر نظریه‌ای که هر تابع پیوسته را تنها در تعدادی نقطهٔ تنها نامشتق‌پذیر می‌دانست.
این تابع به نام کارل وایرشتراس که تحقیقاتی را در مورد این تابع و خصوصیاتش انجام داد و منتشر کرد نام‌گذاری شده است. هرچند به نظر می‌رسد برنهارت ریمان پیش از او به وجود این تابع اشاره کرده بوده است.

## تعریف

انیمیشن تابع وایرشتراس بر اساس افزایش b از ۰٫۱ تا ۵.

تابعی که وایرشتراس در مقالهٔ خود آن را معرفی کرد چنین تعریف شده‌است:
{\displaystyle f(x)=\sum _{n=0}^{\infty }a^{n}\cos(b^{n}\pi x)}
که در آن {\displaystyle 0<a<1}، {\displaystyle b} یک عدد صحیح فرد و {\displaystyle ab>1+{\frac {3}{2}}\pi } است.
به‌عنوان نمونه تابع f زیر دارای خاصیت تابع وایرشتراس است:
{\displaystyle f(x):=\sum _{n=0}^{\infty }{\frac {1}{2^{n}}}\cos(13^{n}\pi x)}